# Glauconycteris gleni
Glauconycteris gleni é uma espécie de morcego da família Vespertilionidae. Pode ser encontrada nos Camarões e Uganda.